# Stavnäs socken
Stavnäs socken i Värmland ingick i Gillbergs härad, ingår sedan 1971 i Arvika kommun och motsvarar från 2016 Stavnäs distrikt.
Socknens areal är 220,50 kvadratkilometer varav 185,35 land. År 2000 fanns här 1 289 invånare.  Tätorten Klässbol, orten Stömne samt sockenkyrkan Stavnäs kyrka ligger i socknen.

## Administrativ historik
Socknen har medeltida ursprung. 1646 utbröts Högeruds socken.
Vid kommunreformen 1862 övergick socknens ansvar för de kyrkliga frågorna till Stavnäs församling och för de borgerliga frågorna bildades Stavnäs landskommun. Landskommunen utökades 1952 och uppgick 1971 i Arvika kommun. Församlingen uppgick 2006 i Stavnäs-Högeruds församling.
1 januari 2016 inrättades distriktet Stavnäs, med samma omfattning som församlingen hade 1999/2000.
Socknen har tillhört län, fögderier, tingslag och domsagor enligt vad som beskrivs i artikeln Gillbergs härad.

## Geografi
Stavnäs socken ligger söder om Arvika kring Glafsfjordens södra del. Socknen har odlingsbygd vid fjorden och är i övrigt en kuperad skogsbygd.

## Historik
Från stenåldern finns fem hällkistor. Från bronsåldern finns gravrösen. Från järnåldern finns en gravhög och två fornborgar.
Under 1600-talet började järnbruk att bedrivas i byarna Stömne och Sölje och koppargruvdrift i närheten - det senare fick dock bara kort liv. Sölje bruk präglade socknens ekonomi länge, men uppgick 1886 i Stömne bruk. I Sölje fanns också ett glasbruk mellan åren 1803 och 1903, och ett glasmuseum vid Sölje bygdegård påminner om detta. I byn Klässbol bedrevs ullspinneri till 1927 då det flyttade till Karlstad, och linspinneri vid Klässbols linneväveri.
Väckelserörelsen blev stark i socknen, och sedan arbetarrörelsen. Den socialdemokratiske föregångsmannen Axel Danielsson kom från Stömne i Stavnäs. På grund av urbaniseringen under 1900-talet kom Stavnäs att bli en avfolkningsbygd.

## Namnet
Namnet skrevs 1353 Stauanäs och syftar på kyrkans plats på ett näs i Söljeflagan. Förleden innehåller stav och kan syfta på 'gränsmärken, klippstup eller resta stenar' som haft en funktion i den förkristna kulten.

## Befolkningsutveckling
| Befolkningsutvecklingen i Stavnäs socken 1750–1990                                                       | Befolkningsutvecklingen i Stavnäs socken 1750–1990 | Befolkningsutvecklingen i Stavnäs socken 1750–1990 | Befolkningsutvecklingen i Stavnäs socken 1750–1990 | Befolkningsutvecklingen i Stavnäs socken 1750–1990 |
| --- | -------------------------------------------------- | -------------------------------------------------- | -------------------------------------------------- | -------------------------------------------------- |
| |                                                    |                                                    |                                                    |                                                    |
| År |                                                    |                                                    | Folkmängd                                          |                                                    |
| 1750 | 1750                                               |                                                    | 1 568                                              |                                                    |
| 1760 | 1760                                               |                                                    | 1 755                                              |                                                    |
| 1769 | 1769                                               |                                                    | 1 851                                              |                                                    |
| 1780 | 1780                                               |                                                    | 1 797                                              |                                                    |
| 1790 | 1790                                               |                                                    | 1 887                                              |                                                    |
| 1800 | 1800                                               |                                                    | 1 996                                              |                                                    |
| 1810 | 1810                                               |                                                    | 1 999                                              |                                                    |
| 1820 | 1820                                               |                                                    | 2 291                                              |                                                    |
| 1830 | 1830                                               |                                                    | 2 728                                              |                                                    |
| 1840 | 1840                                               |                                                    | 3 162                                              |                                                    |
| 1850 | 1850                                               |                                                    | 3 410                                              |                                                    |
| 1860 | 1860                                               |                                                    | 3 617                                              |                                                    |
| 1870 | 1870                                               |                                                    | 3 564                                              |                                                    |
| 1880 | 1880                                               |                                                    | 3 450                                              |                                                    |
| 1890 | 1890                                               |                                                    | 3 125                                              |                                                    |
| 1900 | 1900                                               |                                                    | 3 123                                              |                                                    |
| 1910 | 1910                                               |                                                    | 2 839                                              |                                                    |
| 1920 | 1920                                               |                                                    | 2 677                                              |                                                    |
| 1930 | 1930                                               |                                                    | 2 492                                              |                                                    |
| 1940 | 1940                                               |                                                    | 2 210                                              |                                                    |
| 1950 | 1950                                               |                                                    | 1 922                                              |                                                    |
| 1960 | 1960                                               |                                                    | 1 710                                              |                                                    |
| 1970 | 1970                                               |                                                    | 1 483                                              |                                                    |
| 1980 | 1980                                               |                                                    | 1 434                                              |                                                    |
| 1990 | 1990                                               |                                                    | 1 279                                              |                                                    |
| Anm: Källor: Umeå universitet - Tabellverket 1749-1859, Demografiska databasen, CEDAR, Umeå universitet. |                                                    |                                                    |                                                    |                                                    |